# Japan-Zwergohreule
Die Japan-Zwergohreule (Otus semitorques), oder auch Japan-Halsbandeule, ist eine Eulenart aus der Gattung der Zwergohreulen. Sie bewohnt Japan und das südöstliche Sibirien.

## Beschreibung
Auf der graubraunen Oberseite finden sich schwärzliche und mattgelbe Markierungen. Auffällig ist ein doppeltes graues Halsband, außerdem je ein Band an Hinterhals und Nacken. Die Schwingen und Steuerfedern sind hell-dunkel gebändert. Unten ist die Eule hell graubraun mit dunklem Grätenmuster. Das hell graubraune Gesicht ist von einem schmalen, aber auffälligen Kragen gesäumt. Die Augen sind rotorange bis dunkelrot, der Schnabel ist grau hornfarben. Die aufgerichtet langen und markanten Federohren können fast völlig verborgen werden. Die Beine und Zehen sind befiedert, die Krallen hornfarben.

## Lebensweise
Die Japan-Zwergohreule lebt in Wäldern und baumreichen Gärten, oft nahe Dörfern oder Vorstädten von Niederungen bis in 900 Meter Höhe. Sie frisst vor allem große Insekten, aber auch Spinnen, Frösche, kleine Säuger und Vögel. Der Ruf ist ein traurig klingendes huuk, das in großen Abständen ertönt.

## Verbreitung
Die Nominatform O. s. semitorques bewohnt die südlichen Kurilen und ganz Japan von Hokkaidō bis Kyūshū. In Ussurien und auf Sachalin ist die hellere Unterart O. s. ussuriensis beheimatet, die in Korea und Nord-China überwintert und dort vielleicht auch brütet. O. s. pryeri von den Izu-Inseln und den Ryūkyū-Inseln hat dunkelgelbe Augen und ist weniger grau.